# Rosthuvad taggstjärt
Rosthuvad taggstjärt (Cranioleuca erythrops) är en fågel i familjen ugnfåglar inom ordningen tättingar. Den förekommer från Costa Rica i Centralamerika söderut till Ecuador. Arten minskar i antal men anses inte vara hotad.

## Utseende
Rosthuvad taggstjärt är en 15 centimter lång fågel med en distinkt rostaktig färg på kinder och hjässa som gett arten dess namn. Även vingarna är rostfärgade, medan rygg och nacke är mer olivbruna. Undersidan är ljusare olivbrun.

## Utbredning och systematik
Rosthuvad taggstjärt delas in i tre underarter med följande utbredning:
- Cranioleuca erythrops rufigenis – förekommer i högländerna i Costa Rica och västra Panama (Chiriquí)
- Cranioleuca erythrops griseigularis – förekommer i västra Anderna och västsluttningar i centrala Anderna i Colombia
- Cranioleuca erythrops erythrops – förekommer i Anderna i västra Ecuador (sydvästra Manabi och västra Guayas)

## Levnadssätt
Arten påträffas i täta subtropiska och tropiska bergsskogar. Där ses den ofta i flockar med flera andra arter. Den kamouflerar eller maskerar sitt bo med löst hängande grässtrån eller annat växtmaterial ovanpå och undertill.

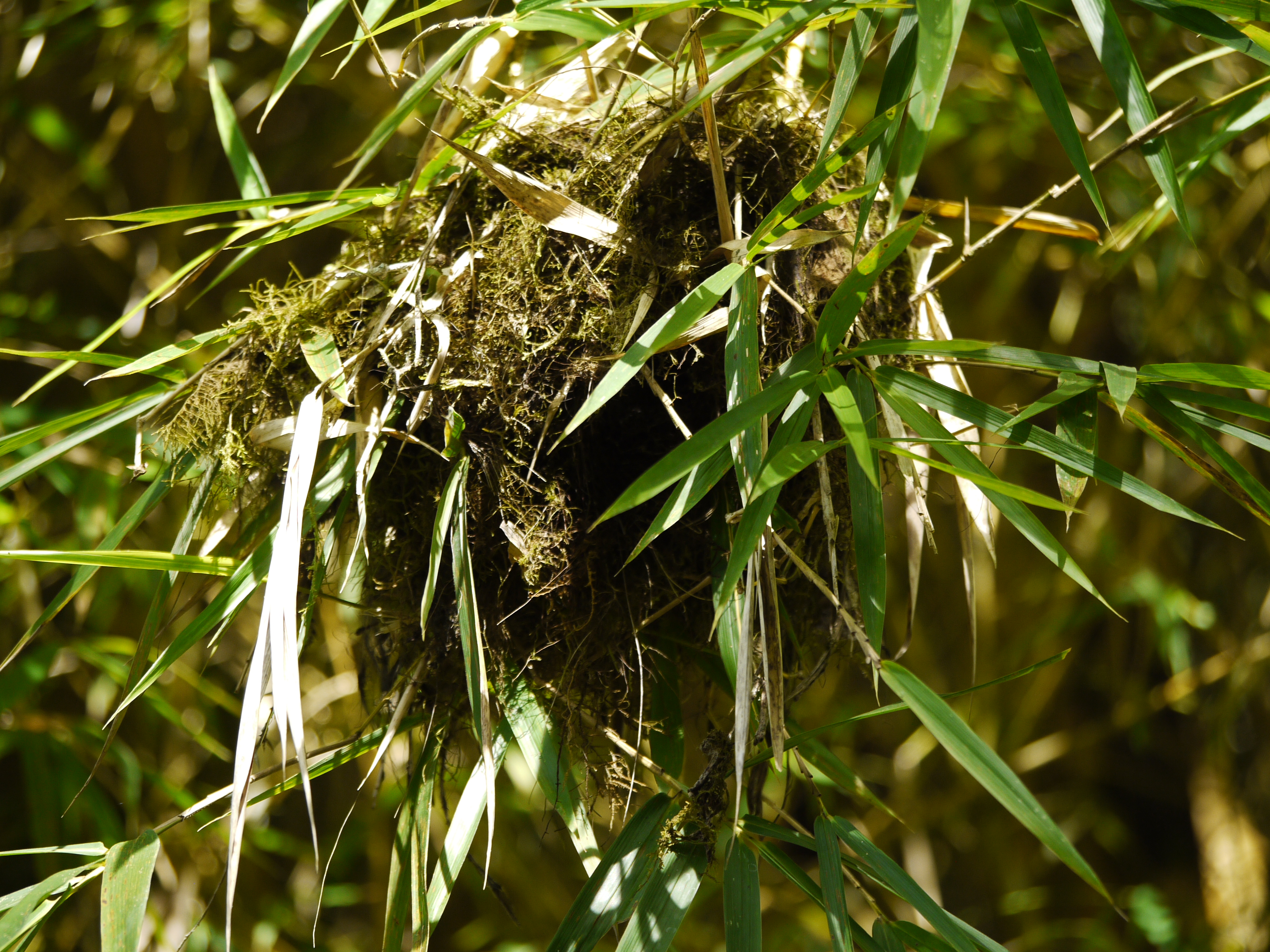
Bo av rosthuvad taggstjärt

## Status och hot
Arten har ett stort utbredningsområde och en stor population, men tros minska i antal, dock inte tillräckligt kraftigt för att den ska betraktas som hotad. Internationella naturvårdsunionen IUCN listar därför arten som livskraftig (LC). Beståndet uppskattas till i storleksordningen 50 000 till en halv miljon vuxna individer. Den beskrivs som ganska vanlig.

## Namn
Fågeln har på svenska även kallats rödmaskad bränslesamlare.